# Saint-Usage (Aube)
Saint-Usage è un comune francese di 93 abitanti situato nel dipartimento dell'Aube nella regione del Grand Est.

## Società

### Evoluzione demografica
Abitanti censiti